# Ambros Minarz
Ambros Minarz OSB (* 18. Oktober 1872 in Bobrová; † 18. Jänner 1965) war Abt im Stift Altenburg.

## Leben
Er studierte in Horn und von 1891 bis 1895 am Canisianum in Innsbruck. Die Priesterweihe erhielt er am 26. Juli 1895. Zunächst wirkte er als Kaplan in den inkorporierten Pfarren seines Klosters, bis er ins Stift versetzt wurde, um als Subprior und dann Prior zu wirken. Schließlich wurde er am 22. August 1923 zum Abt gewählt. Er stand dem Kloster bis zum 5. April 1940 vor; das Stift Altenburg wurde im Dritten Reich aufgehoben. Minarz wurde während des Krieges zu einem Jahr Freiheitsstrafe verurteilt, weil er einem angeblich fahnenflüchtigen Soldaten während der Flucht half. Die Verhaftung des Abtes fand am 14. März 1940 statt, die darauf folgende Haft dauerte bis zum 13. Mai 1941 in der Strafanstalt Göllersdorf. Nach der Wiedererrichtung des Stifts 1947 diente der hochbetagte Minarz der Gemeinschaft einige Jahre als Novizenmeister.

## Nachruf
- Korrespondenzblatt des Canisianum 99.3 (1965) S. 45 (mit Bild).